# Braunkohlenplan
Ein Braunkohlenplan (seltener auch Braunkohleplan genannt) ist ein Raumordnungsplan, in dem die Rahmenbedingungen für den Abbau von Braunkohle in einer Region festgelegt werden. Im Braunkohlenplan wird die räumliche und zeitliche Ausdehnung des Abbaus festgelegt und es wird die Verteilung und Ausgleichung der negativen Folgen auf die Umwelt (Wasser- und Naturhaushalt, Immissionen, …) und auf menschliche Siedlungen und Infrastruktur (Umsiedlung von Ortschaften, Verlegung von Straßen u. ä.) und die anschließende Rekultivierung des Gebietes geregelt.
Da der Braunkohleabbau, der heute in Deutschland ausschließlich im Tagebauverfahren erfolgt, sehr großflächige Auswirkungen hat und in der Regel mehrere Gemeinden oder gar Landkreise betrifft, ist eine Planung auf entsprechend hoher Ebene erforderlich. Braunkohlepläne werden daher in Deutschland von der jeweiligen Landesregierung organisiert. Die Länder Brandenburg, Sachsen und Nordrhein-Westfalen haben für die Aufstellung der Pläne jeweils einen Braunkohlenausschuss eingerichtet, dem neben Vertretern aus Verwaltung und Politik auch Vertreter aus anderen gesellschaftlichen Gruppen angehören. Braunkohlenpläne basieren auf dem Landesentwicklungsprogramm und den Landesentwicklungsplänen und sind mit den Regionalplänen abgestimmt. Weiterhin ist der Braunkohlenplan mit den bergrechtlichen Betriebsgenehmigungen für den Abbau, insbesondere dem Rahmenbetriebsplan, abzustimmen.
In Deutschland existieren insbesondere die folgenden Braunkohlenpläne:
- Braunkohlenpläne des Landes Nordrhein-Westfalen (Bezirksregierung Köln) für das Rheinische Revier[1]
- Braunkohlenpläne der Landesregierung des Landes Brandenburg für den brandenburgischen Teil des (Nieder)-Lausitzer Reviers[4]
- Braunkohlenpläne der Staatsregierung des Landes Sachsen für den sächsischen Teil des (Ober)-Lausitzer Reviers und des Mitteldeutschen Reviers[5]
- Regionale Teilgebietsentwicklungspläne des Landes Sachsen-Anhalt für den westlichen Teil des Mitteldeutschen Reviers[6]

## Geschichte
Seit den ersten Ortsumsiedlungen in den 1930er (siehe Braunkohle in Hürth) und 1950er Jahren (Bottenbroich, Berrenrath) war offenkundig, dass die Umsiedlungen von Ortschaften und die Rekultivierung ausgekohlter Tagebaue mit dem auf Untertagebau ausgerichteten Bergrecht nicht zu bewältigen war. 1932 gab Preußen, 1939 und 1940 das Reich Richtlinien für die Rekultivierung heraus. In der Bundesrepublik haben Braunkohlenpläne und die Braunkohlenausschüsse als Planungsausschüsse für Braunkohlereviere ihren Ursprung im nordrhein-westfälischen „Gesetz über  die Gesamtplanung im Rheinischen Braunkohlengebiet“ (Braunkohlengesetz BrKG) vom 25. April 1950. Die Braunkohlenausschüsse verstanden sich bis 1979 als Fachausschüsse. 1979 wurde das Braunkohlenplanungsrecht reformiert. Mit dem Landesplanungsgesetz wurde die Zwitterstellung zwischen Regional- und Fachplanung zu Gunsten der Regionalplanung aufgelöst und das Spezialgesetz in den Abschnitt „Sondervorschriften für das Rheinische Braunkohlengebiet“ des Landesplanungsgesetzes eingegliedert.
In der DDR 1990 entschloss sich der Bezirk Cottbus einen Braunkohlenausschuss nach nordrhein-westfälischen Vorbild einzurichten.

## Urteile (Auswahl)
- BVerfG, 1 BvR 3139/08/1 BvR 3386/08 „Garzweiler II“ vom 17. Dezember 2013.[13]
- LVerfG Brandenburg, 27/97, „Horno“ vom 18. Juni 1998.
- LVerfG Brandenburg, 6/95 vom 1. Juni 1995.